# Muckenreuth (Neudrossenfeld)

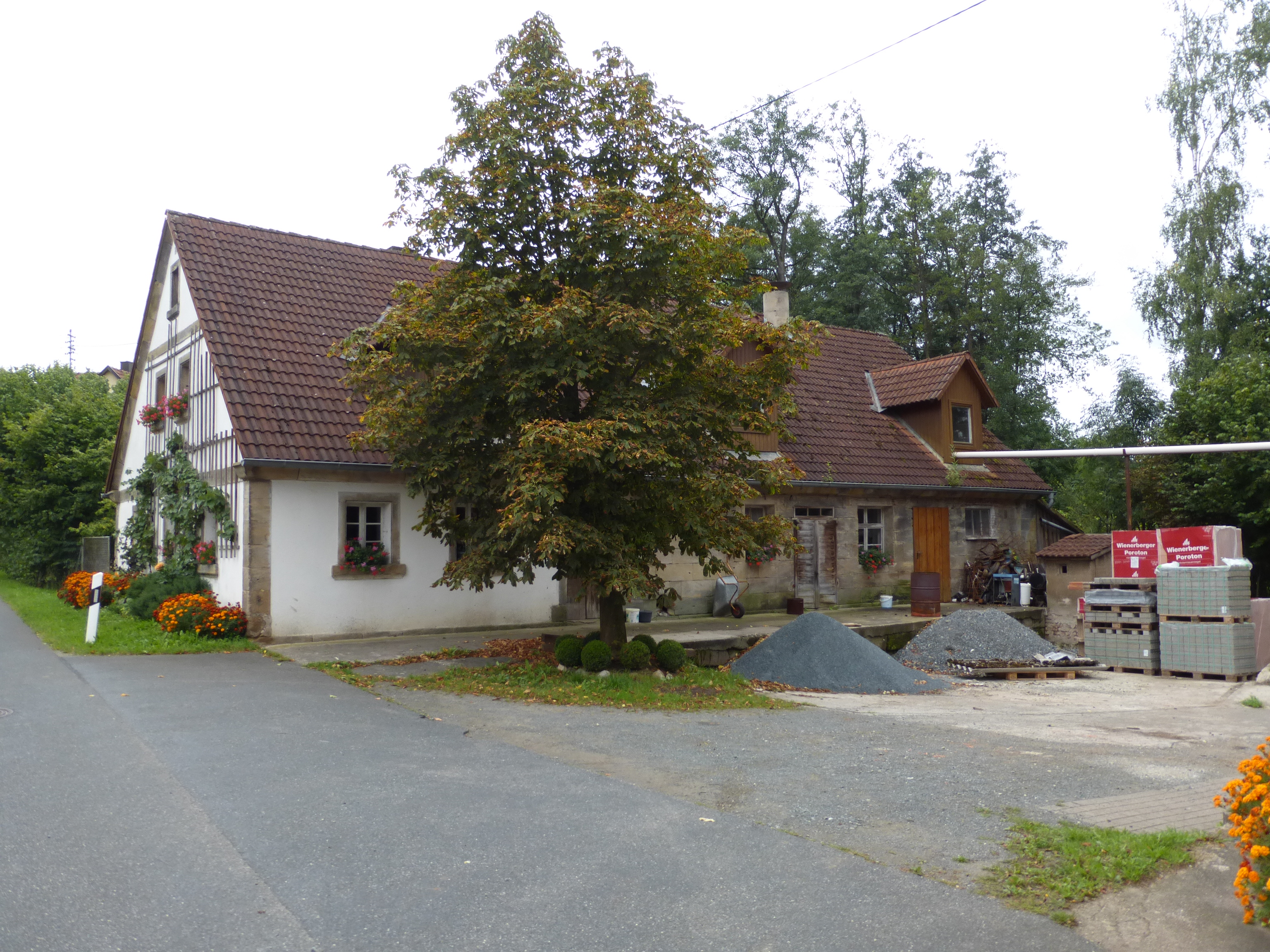
Ehemaliges Wohnstallhaus

Muckenreuth (oberfränkisch: Muggä-rahd) ist ein Dorf in der Gemeinde Neudrossenfeld im Landkreis Kulmbach (Oberfranken, Bayern). Die Gemarkung Muckenreuth hat eine Fläche von 2,697 km². Sie ist in 468 Flurstücke aufgeteilt, die eine durchschnittliche Flurstücksfläche von 5762,09 m² haben. In ihr liegen neben dem namensgebenden Ort die Gemeindeteile Hirschgründlein, Hörethshof, Jöslein, Mermettenreuth, Oberzinkenflur, Rudolphsberg, Schlappach, Tauberhof und Unterobsang.

## Geographie
Das Dorf liegt am Rottelbach, einem linken Zufluss des Roten Mains. Die Staatsstraße 2189 führt zur Bundesstraße 85 bei Aichen (0,6 km südöstlich) bzw. nach Unterobsang (1,7 km nordwestlich). Die Kreisstraße KU 18 führt die B 85 kreuzend nach Altdrossenfeld (0,7 km nördlich). Eine Gemeindeverbindungsstraße führt nach Tauberhof (1,4 km südlich).

## Geschichte
Der Ort wurde 1307 als „Mvkkenrewt“ erstmals urkundlich erwähnt. Das Bestimmungswort ist Muato, der Personenname des Siedlungsgründers. Das Grundwort -reuth gibt zu erkennen, dass die Siedlungsfläche durch Rodung gewonnen wurde.
Muckenreuth bildete mit Oberzinkenflur eine Realgemeinde. Gegen Ende des 18. Jahrhunderts bestand Muckenreuth aus 5 Anwesen (2 Halbhöfe, 1 Viertelhof, 1 Achtelhof, 1 unbebauter Achtelhof, 1 Wohnhaus). Das Hochgericht übte das bayreuthische Stadtvogteiamt Bayreuth aus. Dieses hatte zugleich die Dorf- und Gemeindeherrschaft. Das Hofkastenamt Bayreuth war Grundherr sämtlicher Anwesen.
Von 1797 bis 1810 unterstand der Ort dem Justiz- und Kammeramt Bayreuth. Mit dem Gemeindeedikt wurde Muckenreuth dem 1811 gebildeten Steuerdistrikt Altenplos und der 1812 gebildeten gleichnamigen Ruralgemeinde zugewiesen. Mit dem Zweiten Gemeindeedikt (1818) wurde die Ruralgemeinde Muckenreuth gebildet, zu der Hirschgründlein, Hörethshof, Jöslein, Mermettenreuth, Oberzinkenflur, Rudolphsberg, Schlappach, Tauberhof und Unterobsang gehörten. Sie war in Verwaltung und Gerichtsbarkeit dem Landgericht Bayreuth zugeordnet und in der Finanzverwaltung dem Rentamt Bayreuth. 1852 wurde Muckenreuth dem Landgericht Thurnau und dem Rentamt Thurnau (1919 in Finanzamt Thurnau umbenannt) überwiesen. Ab 1862 gehörte Muckenreuth zum Bezirksamt Kulmbach (1939 in Landkreis Kulmbach umbenannt). Die Gerichtsbarkeit blieb beim Landgericht Thurnau (1879 in das Amtsgericht Thurnau umgewandelt), von 1929 bis 1972 war das Amtsgericht Bayreuth zuständig, seit 1972 ist es das Amtsgericht Kulmbach. Die Finanzverwaltung übernahm 1929 das Finanzamt Bayreuth, seit 1972 ist das Finanzamt Kulmbach zuständig. Die Gemeinde hatte eine Fläche von 2,695 km².
Am 1. Juli 1972 wurde die Gemeinde Muckenreuth im Zuge der Gebietsreform in Bayern nach Neudrossenfeld eingegliedert.

### Baudenkmäler
- Haus Nr. 3: Ehemaliges Wohnstallhaus

### Einwohnerentwicklung
Gemeinde Muckenreuth
| Jahr      | 1818  | 1840   | 1852   | 1855   | 1861   | 1867   | 1871   | 1875   | 1880   | 1885   | 1890   | 1895   | 1900   | 1905   | 1910   | 1919   | 1925   | 1933   | 1939   | 1946   | 1950   | 1952   | 1961   | 1970   |
| Einwohner | 166   | 200    | 218    | 205    | 209    | 218    | 217    | 200    | 189    | 206    | 204    | 206    | 214    | 195    | 214    | 202    | 192    | 174    | 173    | 250    | 239    | 250    | 218    | 204    |
| Häuser    | 25    |        |        |        |        |        | 36     |        |        | 34     | 34     |        | 34     |        |        |        | 36     |        |        |        | 40     |        | 41     |        |
| Quelle    | [ 9 ] | [ 14 ] | [ 14 ] | [ 14 ] | [ 15 ] | [ 16 ] | [ 17 ] | [ 18 ] | [ 19 ] | [ 20 ] | [ 21 ] | [ 14 ] | [ 22 ] | [ 14 ] | [ 23 ] | [ 14 ] | [ 24 ] | [ 14 ] | [ 14 ] | [ 14 ] | [ 25 ] | [ 14 ] | [ 10 ] | [ 26 ] |

Ort Muckenreuth
| Jahr      | 001818 | 001861 | 001871 | 001885 | 001900 | 001925 | 001950 | 001961 | 001970 | 001987 |
| Einwohner | 116 *  | 39     | 37     | 26     | 49     | 35     | 60     | 57     | 33     | 44     |
| Häuser    | 18 *   |        |        | 6      | 6      | 7      | 10     | 11     |        | 16     |
| Quelle    | [ 9 ]  | [ 15 ] | [ 17 ] | [ 20 ] | [ 22 ] | [ 24 ] | [ 25 ] | [ 10 ] | [ 26 ] | [ 1 ]  |

## Religion
Muckenreuth ist seit der Reformation evangelisch-lutherisch geprägt und nach Neudrossenfeld gepfarrt.